# Eugenol
Eugenol (sumární vzorec C10H12O2) je organická sloučenina, derivát guajakolu s allylovým řetězcem místo jednoho z vodíků na benzenovém jádře. Eugenol patří mezi fenylpropanoidy. Je to bezbarvá až bledě žlutá olejovitá kapalina extrahovaná z některých esenciálních olejů, zvláště z hřebíčku, muškátového oříšku, skořice a bobkového listu. Je částečně rozpustný ve vodě a dobře rozpustný v organických rozpouštědlech. Má příjemnou, kořennou hřebíčkovou vůni.
Název vznikl z vědeckého (latinského) názvu rostliny, z níž se získává koření hřebíček (hřebíčkovec vonný, lat. Eugenia aromaticum nebo Eugenia caryophyllata). Eugenol je zodpovědný za vůni hřebíčků. Je hlavní složkou hřebíčkového esenciálního oleje, v němž tvoří 85‐90 %.

## Moderní použití
Eugenol se používá v při výrobě parfémů, ochucovadel, esenciálních olejů a v medicíně jako lokální antiseptikum a anestetikum. Je klíčovou složkou v indonéských cigaretách Kretek (hřebíčkové cigarety). Používal se k přípravě isoeugenolu pro výrobu vanilinu, ovšem nyní se většina vanilinu vyrábí z fenolu nebo z ligninu.
Smíšen s oxidem zinečnatým tvoří směs, která se používá jako zubní výplň (díky antiseptickým účinkům - fenolový koeficient je 9,7; jiný zdroj uvádí 14,4) a v protetických aplikacích v zubním lékařství.
Eugenolové nebo (v širším pojetí) methoxyfenolové deriváty se používají do parfémů a ochucovadel, při tvorbě hmyzích atraktantů a absorbérů UV záření, analgetik, biocidů a antiseptik. Mají využití též při výrobě stabilizátorů a antioxidantů pro plasty a pryž. Byly pokusy vyvinout eugenolové deriváty použitelné jako léčiva pro nitrožilní injekce, například propanidid a G.29.505, ale tyto látky měly u některých lidí nepřípustné vedlejší účinky. Hřebíčkový olej je čím dál populárnější jako anestetikum pro použití u akvarijních ryb.
Eugenol je jednou z mnoha sloučenin, které jsou atraktivní pro samce některých druhů orchidejových včel, kteří zřejmě sbírají tyto chemikálie, aby mohli syntetizovat feromony. Často se toho využívá pro návnady, aby bylo možné tyto včely sbírat ke studiu.

## Toxicita
Eugenolem se lze předávkovat, což má za následek širokou škálu příznaků, od přítomnosti krve v moči, přes konvulze, průjem, nauseu, závratě, tachykardii až po bezvědomí. Eugenol může na kůži způsobovat alergickou kontaktní dermatitidu. Smrtelná dávka eugenolu (LD50 orálně, potkan) je 1 930 mg/kg.

## Zdravotní a bezpečnostní informace
Eugenolu by se měli vyhnout lidé s alergií na parfémy.